# Hélice de Boerdijk-Coxeter
| |
| Torsiones antihoraria y horaria |
| Los bordes se pueden colorear en 6 grupos, 3 hélices principales (cian), con los bordes cóncavos formando hélices lentas hacia adelante (magenta) y dos hélices hacia atrás (amarillo y naranja) |

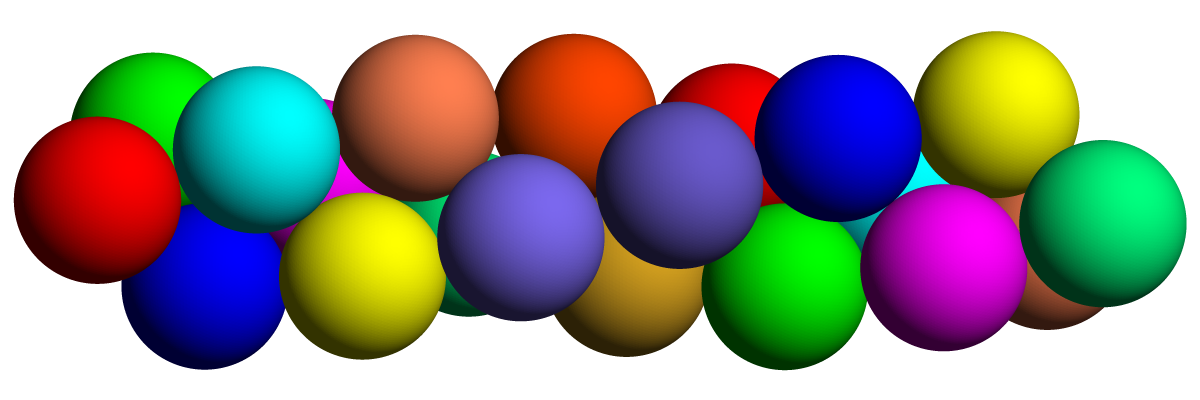
Un empaquetamiento de esferas helicoidal de Boerdijk tiene cada esfera centrada en un vértice de la hélice de Coxeter. Cada esfera está en contacto con 6 esferas vecinas

La hélice de Boerdijk-Coxeter, llamada así por H. S. M. Coxeter y por A. H. Boerdijk, es un apilamiento lineal de tetraedros regulares, dispuestos de manera que las aristas del sólido compuesto al que pertenecen forman tres hélices entrelazadas, en las que quedan  inscritos los vértices de cada tetraedro. Hay dos formas quirales, con enrollamientos en sentido horario o antihorario. A diferencia de cualquier otro apilamiento de sólidos platónicos, la hélice de Boerdijk-Coxeter no es rotacionalmente repetitiva en el espacio tridimensional. Incluso en una cadena infinita de tetraedros apilados, no hay dos tetraedros que tengan la misma orientación, porque el paso helicoidal por celda no es una fracción racional del círculo. Sin embargo, se han encontrado formas modificadas de esta hélice que son rotativamente repetitivas, y en el espacio 4-dimensional esta hélice se repite en anillos de exactamente 30 células tetraédricas que forman un mosaico en la superficie de la 3-esfera,  de  600 células, uno de los seis policorones convexos regulares. 
Buckminster Fuller llamó  este sólido tetrahelix, y lo consideró con elementos tetraédricos regulares e irregulares.

## Geometría
Las coordenadas de los vértices de la hélice de Boerdijk-Coxeter compuesta de tetraedros con longitud de borde unitario se pueden escribir en la forma 
{\displaystyle (r\cos n\theta ,r\sin n\theta ,nh)}
donde {\displaystyle r=3{\sqrt {3}}/10}, {\displaystyle \theta =\pm \cos ^{-1}(-2/3)}, {\displaystyle h=1/{\sqrt {10}}} y {\displaystyle n} es un entero arbitrario. Los dos diferentes valores de {\displaystyle \theta } se corresponden con las dos formas quirales. Todos los vértices se localizan en las generatrices de un cilindro de radio {\displaystyle r}. También existe un segundo cilindro (paralelo y concéntrico al anterior) inscrito en el interior de los tetraedros con radio {\displaystyle 3{\sqrt {2}}/20}.

## Arquitectura
La Art Tower Mito se basa en una hélice de Boerdijk-Coxeter. 

## Geometría dimensional superior

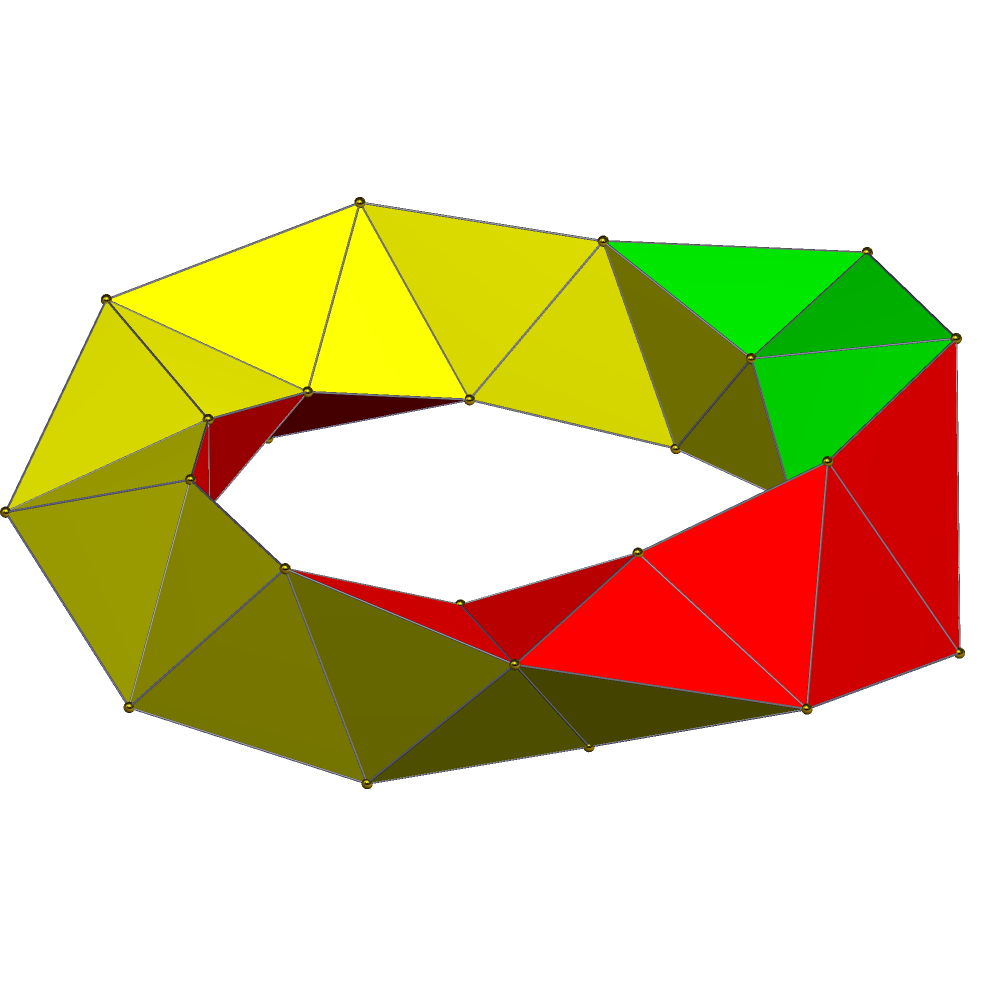
Anillo 30 tetraédrico de la proyección de 600 celdas

Las 600 celdas de un hexacosicoron se￼ dividen en 20 anillos de 30 tetraedros, siendo cada uno de ellos una hélice de Boerdijk-Coxeter. Cuando se superpone a la curvatura de una 3-esfera, se vuelve periódica, con un período de diez vértices, que abarca las 30 celdas. El conjunto de tales hélices en las 600 celdas representa una fibración de Hopf discreta. Mientras que en 3 dimensiones los bordes son hélices, en la topología impuesta de las 3-esferas son líneas geodésicas y no tienen torsión. Se giran entre sí naturalmente debido a la fibración de Hopf. 

Además, cuenta con particiones de 16 celdas en dos anillos de 8 tetraedros, de cuatro aristas de largo, y las particiones de 5 celdas en un solo anillo degenerado del 5-tetraedro. 
| 4-politopo | Anillos | Tetraedros/anillo | Longitudes de ciclo | Red | Proyección |
| ---------- | ------- | ----------------- | ------------------- | --- | ---------- |
| 600 celdas | 20      | 30                | 30, 10 3, 15 2      |     |            |
| 16 celdas  | 2       | 8                 | 8, 8, 4 2           |     |            |
| 5 celdas   | 1       | 5                 | (5, 5), 5           |     |            |

## Hélices poliédricas relacionadas
Las pirámides cuadradas equiláteras también se pueden encadenar como una hélice, con dos configuraciones de vértices, 3.4.3.4 y 3.3.4.3.3.4. Esta hélice existe como un anillo finito de 30 pirámides en un politopo de 4 dimensiones . 
Y las pirámides pentagonales equiláteras se pueden encadenar con 3 configuraciones de vértices, 3.3.5, 3.5.3.5 y 3.3.3.5.3.3.5: 